# Tarlatane
 (octobre 2012).
Si vous disposez d'ouvrages ou d'articles de référence ou si vous connaissez des sites web de qualité traitant du thème abordé ici, merci de compléter l'article en donnant les références utiles à sa vérifiabilité et en les liant à la section « Notes et références ».

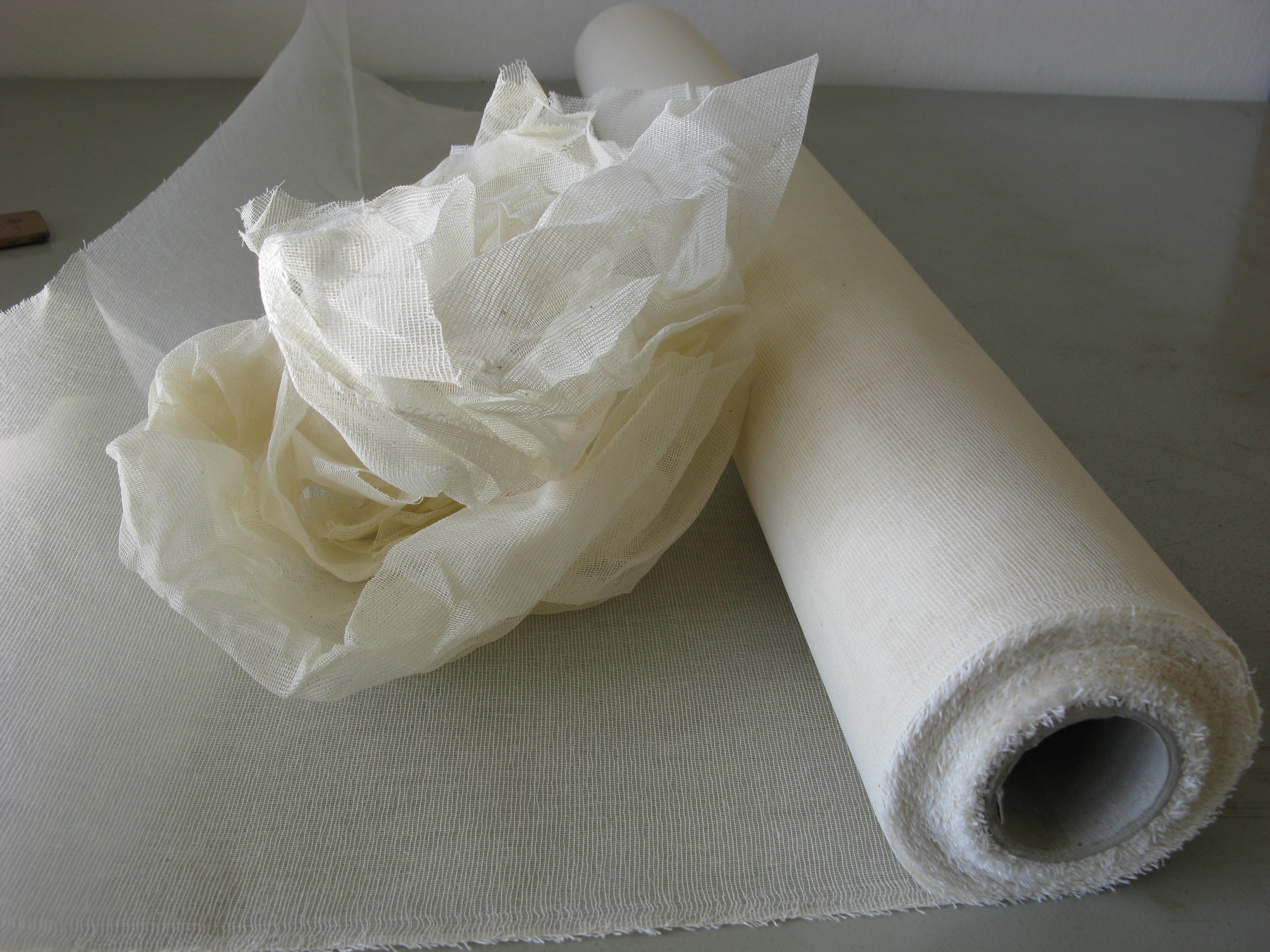
Tarlatane.

La tarlatane est un textile importé d'Inde.
Sa fabrication française s'établit à Tarare.
C'est une étoffe de coton à tissage très lâche et très apprêté, contrairement à la mousseline, plus souple et légère.

## Usages
La tarlatane est employée pour la confection de robes de soirée, de coiffes et accessoires de lingerie. En couture, elle est utilisée pour les modèles ou les patrons. C'est une étoffe aussi jolie que le tulle mais plus solide et moins chère. Après la Seconde Guerre mondiale, les jupons des tutus sont fabriqués en tarlatane.
La tarlatane est aussi utilisée pour la confection des bases des chapeaux, ou en ameublement pour les rideaux. 
En médecine, elle est utilisée pour les pansements, bandages et plâtres. Dans les Beaux-arts, on s'en sert en gravure en taille-douce, pour essuyer l'encre sur la plaque de métal après l'encrage, ou en reliure, où elle sert de charnière pour les livres en couverture dure.
En éclairagisme, placée devant un projecteur à la manière d'un filtre, elle permet d'en réduire l'intensité. En jouant sur son épaisseur, et grâce à sa rigidité, on peut ainsi modeler le faisceau lumineux. En aéromodélisme, dans les années 1930 à 1950, elle était utilisée pour l'entoilage de modèles réduits, type avions à moteur caoutchouc vendus comme jouets (Avion de France) que l'on peut encore trouver dans les brocantes comme jouet ancien. On peut toujours trouver la tarlatane dans certaines merceries.
En cuisine, il peut être utilisé afin de filtrer les graines de kiwi. 

## Adhésif
En renforcement dans certaines bandes adhésives.
Ruban de toile, enduit d'un adhésif puissant. Peut posséder de nombreux atouts, résistance à la traction, facile à découper, inscriptible, non-corrosif, imperméable, décollable sans transfert de colle, etc. Il est l'équivalent du ruban duct tape.